# Defensoria Pública do Estado do Maranhão
A Defensoria Pública do Estado do Maranhão foi formalmente criada através da Lei Complementar Estadual n. 19/94, vindo a ser instalada de forma precária no ano de 1997. Apenas no ano de 2001, após a realização do primeiro concurso público, sua instalação foi efetivada com o ingresso na carreira dos primeiros defensores públicos concursados.
Ana Maria Dias Vieira foi a primeira defensora pública-geral, desde a sua criação formal, porém, não integrava o quadro de defensores públicos de carreira. O primeiro defensor público-geral de carreira foi o defensor Idelvalter da Nunes da Silva, que chefiou a instituição em dois mandados sucessivos, de 2002 a 2006. Em seguida, veio a defensora pública-geral Ana Flávia Melo e Vidigal Sampaio, que também cumpriu dois mandados consecutivos, de 2006 a 2010. O terceiro e atual defensor público-geral, Aldy Mello de Araújo Filho, encontra-se em seu segundo mandado consecutivo, encontrando-se à frente da instituição desde 2010.
Possuindo autonomia administrativa e financeira, o que importa em desvinculamento da estrutura hierárquica do poder executivo, a Defensoria possui como principal objetivo, determinado pela Constituição Brasileira de 1988, oferecer orientação jurídica e defesa à população de baixa renda, impossibilitada de custear os serviços de um advogado.
Em 2005, ano em que a instituição chegou a ter apenas 24 defensores em seus quadros, a Associação dos Defensores Públicos do Estado do Maranhão deflagrou o "Movimento de Valorização da Defensoria Pública e da Carreira de Defensor Público do Estado do Maranhão", que culminou com uma greve que se estendeu por mais de um mês.
Atualmente, a Defensoria Pública do Estado do Maranhão possui 186 defensores públicos cujas atuações cobrem tanto a capital, São Luís, e 37 Núcleos Regionais em Paço do Lumiar, São José de Ribamar, Raposa, Caxias, Bacabal, Timon, Imperatriz, Açailândia, Itapecuru-Mirim, Codó, Carolina, Pinheiro, Pedreiras, Rosário, Chapadinha, Vargem Grande, Alcântara, Bom Jardim, Viana, Barra do Corda, Santa Inês, Zé Doca, Esperantinópolis, Pastos Bons, Arari, Santa Rita, Humberto de Campos, Icatu, Coelho Neto, Cedral, Coroatá, Lago da Pedra, Matões, Buriticupu, Santa Quitéria, Santa Helena.